# جاكوب دوسن
جاكوب دوسن (بالإنجليزية: Jacob Dawson)‏ هو مجدف بريطاني، ولد في 2 نوفمبر 1993.

## وصلات خارجية
- جاكوب دوسن على موقع الاتحاد الدولي للتجديف (الإنجليزية)
- جاكوب دوسن على موقع اللجنة الأولمبية الدولية (الإنجليزية)
- جاكوب دوسن على موقع أوليمبيديا (الإنجليزية)
- جاكوب دوسن على موقع اللجنة الأولمبية البريطانية (الإنجليزية)